# Knud Holscher
Knud Holscher (født 6. maj 1930 i Rødby på Lolland, død 27. juni 2025) var blandt Danmarks mest prisvindende arkitekter og designere.

## Uddannelse
Holscher blev student fra Maribo Gymnasium i 1949. Han ville gerne læse til arkitekt på Kunstakademiet, men da det ikke var nemt at komme ind, gik han først i murerlære. Senere kom han dog ind på Kunstakademiets arkitektskole, hvor han studerede hos Erik Christian Sørensen. Han blev færdiguddannet på Kunstakademiet i 1957.

## Arbejde som arkitekt
Som partner i KHR arkitekter tegnede han bl.a. Odense Universitet (nu Syddansk Universitet Odense), samt dele af Københavns Lufthavn – Finger B. Dette betød, at han allerede i en ung alder opnåede anerkendelse og fik slået sit navn fast. Det var dog hans industrielle designs, der vakte mest anerkendelse og indbragte flest priser. Det er en fejlagtig antagelse,[kilde mangler] at han også har tegnet den udskældte HT-terminal på Rådhuspladsen i København, som blev tegnet under ledelse af Svend Axelsson efter Knud Holschers fratrædelse fra KHR.
Knud Holscher var efter sin fratræden fra KHR daglig leder af designfirmaet Knud Holscher Design, der beskæftiger sig med industrielt design og produktdesign, med kunder som d line, Georg Jensen, Ifö, Lamy, Erco, Flos/Antares, Zumtobel, Tandberg, Philips, Coloplast, Paustian, Pressalit, Metro København, Lindab, Holmegaard for at nævne nogle få.[kilde mangler]
Til udlandet tegnede han blandt andet Bahrains nationalmuseum, som har været nomineret til Aga Khan-prisen.

## Hæder
- British Design Award 1965 (sanitet), 1966 (beslag), 1970 (skiltning)
- British Aluminium Industry's Award 1966 (beslag)
- Theophilus Hansens Legat 1966
- Eckersberg Medaillen 1970
- ID Prisen 1975 (beslag), 1977 (ventilation), 1978 (H. & S. byggekomponenter)
- IF-prisen Gute Industrieform 1978, 1984 (beslag, belysning)
- Træprisen 1979
- Knud V. Engelhardts Legat 1981
- Nationalbankens Hæderspris 1993
- C.F. Hansen Medaillen 1993
- Ridder af Dannebrogordenen (13. oktober 1997)
- Livsvarig kunstnerydelse

### Fælles med arkitektfirmaet KHR A/S
- Betonelementprisen 1989
- Bund Deutscher Architektens (de) Pris 1989 (Stadthalle Neumünster (de))
- Foreningen til Hovedstadens Forskønnelses diplom 1991 (Finger, B, Indenrigsgården Kbh. Lufthavn)
- Nykredits Arkitekturpris 1992 (Sevilla)
- Europæisk designpris 1992 (Unicon)
- Mies van der Rohe-prisen 1992
- Auguste Perret Prisen 1993
- Norsk Designråds (no)s Pris
- Designpreis der Bundesrepublik Deutschland (de) (3 gange)
- Reddot Award (17 gange)
- Den Danske Designpris (8 gange)
- Good Design Award (2 gange)
- IF Product Design Award (16 gange)
- Design Plus Award
- Ion-erkenning
- Design Innovationen
- Svensk Form
- Innovationspreis Arch+Tech
- Diploma FHF
- Best of Tracklight